# 山田村 (兵庫県武庫郡)
山田村（やまだむら）は、かつて兵庫県武庫郡（旧八部郡）にあった村。現在の神戸市北区山田町にあたる（鈴蘭台を中心とする本区地域も含む）。

## 沿革
- 1889年4月1日 - 町村制施行に伴い、以下の範囲を以て八部郡山田村が成立する[1]。
  - 明治維新前の各部落の行政は、小河村・衝原村・東下村・福地村・中村・坂本村・西下村・原野村・上谷上村・下谷上村・藍那村・小部村に分かれており[2]、これに無人村の与左衛門新田が加わった[1]。
- 1896年4月1日 - 八部郡が菟原郡とともに武庫郡に編入され、武庫郡山田村となる。
- 1947年3月1日 - 神戸市兵庫区に編入される[3]。
- 1973年8月1日 - 兵庫区から北区が分区される。

## 経済
農業
『大日本篤農家名鑑』によれば山田村の篤農家は、「朝民将一、畑郁太郎、前田喜代松、戸田長次郎、畠田朝英」などである。

## 伝承
後に源義経と協力し一ノ谷の戦いでの勝利に貢献することとなる鷲尾義久が平家に領地を追われこの地へ落ち延びた、三木合戦で滅んだ別所家の家臣が帰農した、などの落武者伝説が残る。